# Kienle-Nunatakker
Die Kienle-Nunatakker sind drei bis zu 1700 m hohe Nunatakker auf der antarktischen Ross-Insel. Nördlich des Mount Terror ragen sie in ost-westlicher Ausrichtung über eine Länge von 1,5 km auf. Der mittlere Nunatak dieser Gruppe liegt 4 km nordnordöstlich des Gipfels von Mount Terror.
Das Advisory Committee on Antarctic Names benannte sie im Jahr 2000 nach dem Vulkanologen Jürgen Kienle (1938–1996) von der University of Alaska in Fairbanks, der in sechs Kampagnen von 1981 bis 1986 die Untersuchungen zur vulkanischen und seismischen Aktivität des Mount Erebus geleitet hatte.